# UX Ursae Majoris
UX Ursae Majoris är en kataklysmisk variabel av nova-liknande typ i stjärnbilden Stora björnen. Den är prototypstjärna för gruppen av UX Ursae Majoris-variabler (NL) UX Ursae Majoris-stjärnor har stabila ackretionsskivor vilket gör att inga dvärgnovautbrott förekommer.
UX UMa är också en algolvariabel (EA/WD) Den har en visuell magnitud som varierar mellan +12,57 och 14,15 med en period av 0,196671287 dygn eller 4,720111 timmar.